# 怀文县
怀文县，中国古县名。
东魏武定七年（549年），置沭阳郡，领下城县、临渣县、怀文县、服武县四县。南陈太建五年（573年），北伐的陈军攻取沭阳郡，将下城、临渣、服武并入怀文县。北周建德七年（578年），改怀文县为沭阳县。现一般作为沭阳县的雅称。